# Verge (unité)
Pour les articles homonymes, voir Verge.
Yard
La verge ou yard est une unité de mesure de longueur. Elle mesure toujours trois pieds, soit la moitié d'une toise. Quatre verges égalent aussi trois aunes, soit douze pieds.

## Verge anglaise ouyard
La verge anglaise (yard en anglais), appelée simplement verge, est une unité de longueur du système d'unités de quelques pays, dont le Royaume-Uni (système d'unités impériales), les États-Unis et résiduellement le Canada, qui équivaut à 0,914 4 mètre. Son symbole international est « yd ». Son symbole au Canada francophone est « vg »[source insuffisante].
Le yard est l'étalon anglais officiel de mesure de longueur. Il est divisible en 3 pieds ou en 36 pouces. Par ailleurs, un mille se compose de 1 760 yards. En 1959, il fut défini par rapport au système métrique : 1 yard = 0,914 4 mètre, avec 1 square yard = 0,836 127 36 mètre carré.
Le mot yard est attesté depuis 1377. Il vient du vieil anglais ʒierd, ʒyrd ou ʒird, une baguette, un bâton mince et droit, donc une verge. Le mot continue à être employé en anglais contemporain également dans ce sens.
Dans l'industrie du vêtement et du tissage, de nombreuses unités sont des multiples ou sous-multiples du yard. Pour mesurer les tissus ou des fils en coton, laine, lin, etc.
De nombreux systèmes existent, localement et pour différents fils. À titre d'exemple, le système d'Aberdeen pour la laine :
- 14 400 yards = 1 spyndle = 2 hasps ;
- 7 200 yards = 1 hasp = 2 hancks ;
- 3 600 yards = 1 hanck = 2 slips ;
- 1 800 yards = 1 slip = 3 heers = 1 mile et 32 treads;
- 600 yards = 1 heer = 2 cuts ;
- 300 yards = 1 cut = 120 treads ;
- 2½ yards = 1 tread.

Le clou, en anglais nail, est une petite unité de longueur dans l'industrie des vêtements. Un clou égale un seizième de yard, soit 5,715 centimètres.
Le monde scientifique anglo-saxon, même aux États-Unis, a abandonné toutes les mesures non-SI autour de 1930. L'industrie technique utilise plutôt le pouce que la verge.
La verge ou yard reste utilisée pour les usages courants[Où ?], comme la vente au détail, l'arpentage, la signalisation routière, dans la conversation et en particulier dans des sports tels que le football américain, le football canadien et le golf. En athlétisme, certaines règles étaient à l'origine exprimées en verges, comme la hauteur des haies du 400 m haies (1 verge de haut) et l'espace entre les haies au 110 m haies (10 verges), bien qu'elles soient aujourd'hui officiellement exprimées en unités du SI. Le mot anglais yard est présent dans diverses locutions telles que l'expression anglaise « the whole nine yards (en) », dont l'origine n'a pas encore été établie avec certitude.

## Verge espagnole ouvara
La verge espagnole ou vara mesure 0,835 905 mètre.
La vara de Burgos, attestée depuis 1348, fut d'abord la mesure principale du royaume de Castille. En 1568, sous le règne de Philippe II d'Espagne, fils de Charles Quint, elle devint la verge officielle de toute l'Espagne.

## Verge belge
La verge belge est une ancienne unité de surface qui correspondait, dans la partie francophone du pays, à 436 m2 (soit approximativement 23 verges par hectare). Dans la partie néerlandophone du pays, elle correspondait à précisément 500 m2 (soit 20 verges par hectare). Vingt « verges francophones » correspondaient, en Belgique, à un bonnier.